# Dolichopeza (Nesopeza) perdita
Dolichopeza (Nesopeza) perdita is een tweevleugelige uit de familie langpootmuggen (Tipulidae). De soort komt voor in het Oriëntaals gebied.